# Nervo emorroidale inferiore
Il nervo emorroidale inferiore è un nervo misto che origina dal plesso pudendo. È formato da fibre provenienti da S3 ed S4.
Dopo la sua origine, esce dalla pelvi attraverso il grande forame ischiatico e raggiunge la fossa ischiorettale. Qui si divide in rami cutanei e rami muscolari.
I rami cutanei innervano la cute di ano e perineo posteriore. I rami muscolari innervano il muscolo sfintere esterno dell'ano.